# Yuri Kochiyama
Yuri Kochiyama (河内山 百合子 Kōchiyama Yuriko?,  19 de mayo de 1921–1 de junio de 2014) fue una activista estadounidense. El internamiento de su familia americano-japonesa y su asociación con Malcolm X influenciaron su lucha.
Fue defensora de varias causas como el separatismo negro, el anti-movimiento de guerra, la revolución Maoísta, las reparaciones a los estadounidenses de origen japonés que fueron internados en los tiempos de guerra, y los derechos de las y los "prisioneros/as políticos" encarceladas por el gobierno de Estados Unidos.
El 19 de mayo de 2016, año en el que habría celebrado su 95.º cumpleaños, fue presentada en el Google Doodle de Estados Unidos de América, despertando controversias por sus declaraciones en las que expresaba su admiración por figuras como Osama bin Laden.

## Biografía
Mary Yuriko Nakahara nació el 19 de mayo de 1921, en San Pedro, California, hija de los inmigrantes japoneses Seiichi Nakahara, comerciante de pescado, y Tsuyako (Sawaguchi) Nakahara, ama de casa con educación superior y profesora de piano. Mary tuvo un hermano gemelo, Peter, y un hermano mayor, Arthur. Su familia era relativamente acomodada y el barrio en el que creció era predominantemente blanco. En su juventud asistió a la iglesia presbiteriana y enseñó en la escuela dominical. Kochiyama asistió a la secundaria San Pedro, en la cual fue la primera mujer representante estudiantil, escribió para el diario estudiantil y jugó en el equipo de tenis. Se graduó en 1939. Posteriormente asistió al Compton Junior College, donde estudió Inglés, periodismo y arte. Se graduó en 1941.
Su vida cambió el 7 de diciembre de 1941, cuándo el Imperio japonés bombardeó Pearl Harbor. Regresando de la iglesia, agentes de FBI arrestaron a su padre como amenaza potencial a la seguridad nacional. Él se encontraba delicado de salud, sin embargo el FBI sospechaba de las fotografías de los barcos navales japoneses encontrados en la casa familiar y su amistad con prominentes japoneses, incluyendo Embajador Kichisaburō Nomura. La detención de Nakahara agravó sus problemas de salud, y al momento de ser liberado el 20 de enero de 1942, estaba tan enfermo que no podía hablar. Su padre murió el día después su liberación.
Después de la muerte de su padre, el presidente de los Estados Unidos Franklin D. Roosevelt emitió la Orden Ejecutiva 9066, la cual expulsó a aproximadamente 120 000 personas de ascendencia japonesa de la costa del Pacífico enviándolos a varios campamentos de internamiento a lo largo de los Estados Unidos. Yuri, su madre y su hermano fueron "evacuados" a un establo que había sido convertido en el Centro de Asamblea Santa Anita por varios meses y, luego de ello, fueron trasladados al campo de concentración de Jerome, en Jerome (Arkansas), donde vivieron los siguientes tres años. Durante su internamiento conoció a su futuro esposo, Bill Kochiyama, un Nisei un soldado que luchó a favor de los Estados Unidos. La pareja se casó en 1946. Se mudaron a Nueva York en 1948, tuvieron seis hijos, y vivieron en una casa del estado los siguientes doce años. En 1960, Kochiyama y su familia se mudaron a Harlem uniéndose al Comité de Padres y el Congreso de Igualdad Racial.
Kochiyama conoció al activista africano-americano Malcolm X en octubre de 1963 durante una protesta contra el arresto de aproximadamente 600 trabajadores de construcción pertenecientes a una minoría racial en Brooklyn, quienes estaban protestando por temas laborales. Kochiyama se unió a la Organización Africanista de la unidad afroamericana. Ella estuvo presente en su asesinato el 21 de febrero de 1965, en el Audubon Ballroom en Washington Heights, Manhattan, en la Ciudad de Nueva York, y lo sostuvo entre sus brazos mientras el agonizaba, la revista Life capturó el momento en una foto famosa. Kochiyama También tuvo relaciones cercanas con muchos otros dirigentes nacionalistas revolucionarios que incluyendo Robert F. Williams quién le dio a Kochiyama su primera copia del Libro Rojo de Mao
En 1971, Kochiyama se convirtió en secreto al Islam suní, y comenzó a viajar a la mezquita de Sankore de la prisión de Green Haven, Stormville, New York, para estudiar y rezar junto al imán Rasul Suleiman.